# Kecamatan Leupung
Kecamatan Leupung (indonesiska: Leupung) är ett distrikt i Indonesien.   Det ligger i provinsen Aceh, i den västra delen av landet, 1 800 km nordväst om huvudstaden Jakarta.